# دانته سنگر
دانته سنگر (انگلیسی: Dante Senger؛ زادهٔ ۴ مارس ۱۹۸۳) بازیکن فوتبال اهل آرژانتین است.
از باشگاه‌هایی که در آن بازی کرده‌است می‌توان به باشگاه فوتبال لوگانو و باشگاه فوتبال استودیانتس اشاره کرد.